# Krzysztof Zagórski
Krzysztof Zagórski (* 4. Februar 1967 in Knurów) ist ein ehemaliger polnischer Fußballspieler.

## Sportlicher Werdegang
Zagórski begann seine Erwachsenenlaufbahn bei Concordia Knurów, von dort wechselte er 1988 zum amtierenden polnischen Meister Górnik Zabrze. Dort etablierte er sich als Stammspieler in der 1. Liga, wo er vornehmlich als Vorbereiter für den späteren Deutschlandprofi Richard Cyron und Ryszard Kraus reüssierte. Anfangs spielte er mit dem Klub noch um einen erneuten Meistertitel und wurde in der Spielzeit 1990/91 Vizemeister, nach dem Zusammenbruch des Kommunismus zog es jedoch einige Leistungsträger ins europäische Ausland und der Klub kämpfte um den Anschluss. Nach einem neunten Platz in der Spielzeit 1992/93 wurde er während der folgenden Spielzeit zum Ligakonkurrenten Siarka Tarnobrzeg transferiert. Mit dem Klub verpasste er am Ende der Saison 1993/94 als Vorletzter jedoch den Klassenerhalt.
Im November 1994 wechselte Zagórski zum FSV Zwickau in die deutsche 2. Bundesliga. Beim 0:0-Remis gegen den FC St. Pauli stellte Gerd Schädlich ihn am 26. November direkt in die Startelf, bis zur Winterpause kam er in allen drei noch anstehenden Partien zum Einsatz. In der Rückrunde rückte er zunehmend ins zweite Glied. Nach acht Ligaspielen, in denen er ohne Torerfolg geblieben war, kehrte er zu Siarka Tarnobrzeg zurück. Mittlerweile wieder in die 1. Liga aufgestiegen war er dort Stammspieler und erzielte fünf Tore, der Klub verpasste am Ende der Saison 1995/96 als Tabellenschlusslicht den Klassenerhalt.
Zagórski schloss sich dem Liganeuling Odra Wodzisław Śląski an, der als Tabellendritter in seiner ersten Erstligasaison zu überraschen wusste. Nach zwei Spielzeiten ließ er ab 1998 seine Karriere unterklassig ausklingen und spielte zunächst für Podbeskidzie Bielsko-Biała sowie seinen Heimatklub Concordia Knurów, ehe er auf Leihbasis nochmals für den Erstligisten Dyskobolia Grodzisk Wielkopolski auflief. 2002 schloss er sich Piast Gliwice an, wo er zeitweise als Spielertrainer agierte. Bei GKS Jastrzębie beendete er später seine aktive Laufbahn.